# Stokes-tétel
A Stokes-tétel a Gauss–Osztrohradszkij-tételhez hasonlóan, különböző dimenziójú integrálokat alakít át egymásba. Míg a Gauss–Osztrohradszkij-tétel a felületi és a térfogati integrál között teremt kapcsolatot, addig a Stokes-tétel a vonalintegrált és a felületi integrált kapcsolja össze az alábbi módon:
{\displaystyle \oint _{g}\mathbf {V} d\mathbf {r} =\int _{F}rot\,\mathbf {V} dA,}
azaz tetszőleges V vektor zárt g görbe menti vonalintegrálja megegyezik a vektor rotációjának görbe által bezárt felületre merőleges komponensének felületi integráljával.
A g zárt görbe mentén a vonalintegrált abban az irányban kell venni, amely az F (egyszeresen összefüggő, de nem zárt) felület külső oldaláról nézve az óramutató járásával ellenkezőnek látszik. A g az F határgörbéje.
A Stokes-tételből következik, hogy ha egy vektortér bármely zárt görbére vett vonalintegrálja eltűnik (rotációmentes), akkor ez a vektortér felírható valamilyen skalár-vektor függvény gradienseként.

## A populáris kultúrában
A tételnek szerepe van 2×2 néha 5 című magyar filmben, valamint említik az Aznap éjjel című amerikai televíziós sorozat 1. részében is.